# Merzouga

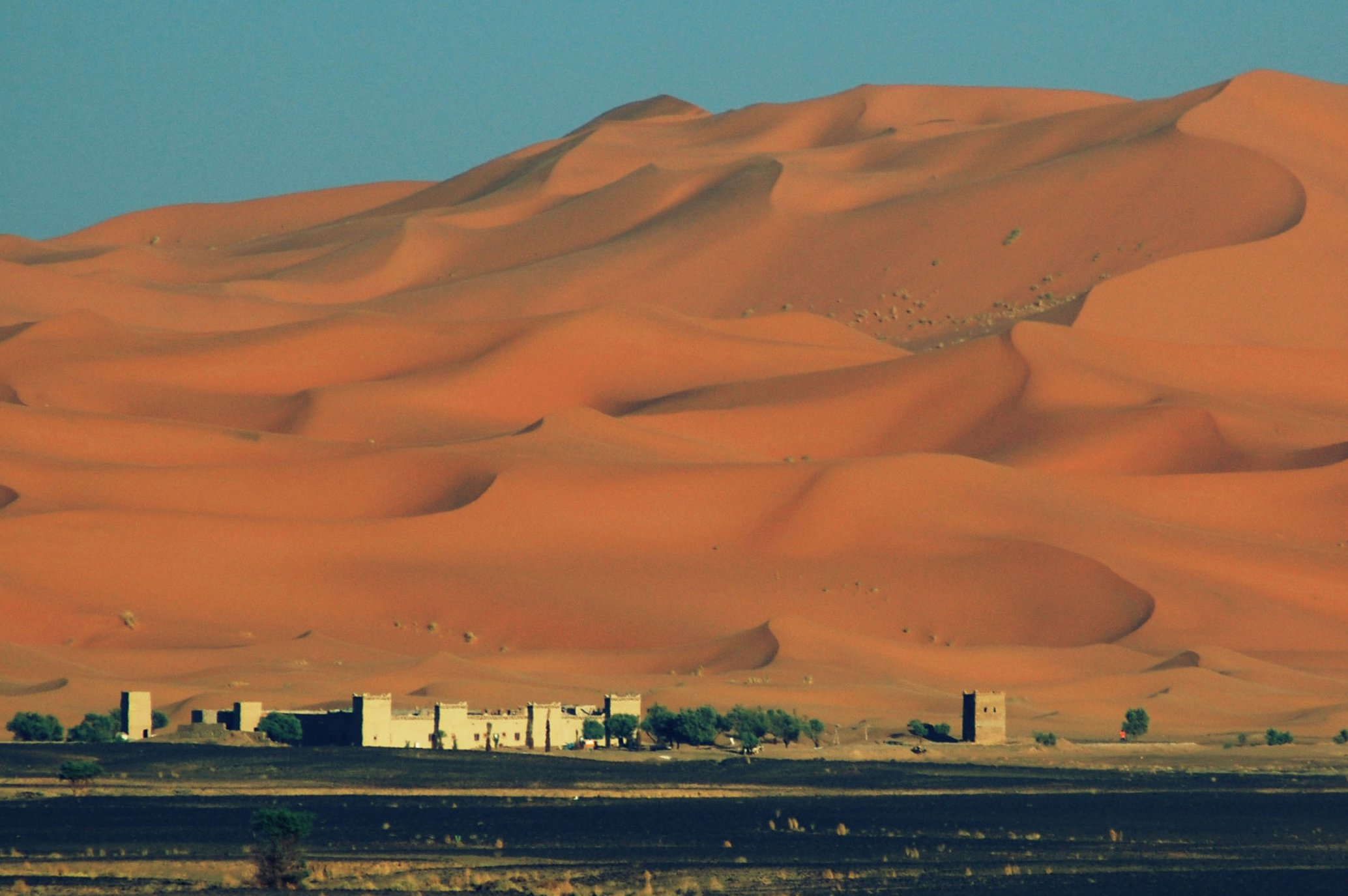
Dunas de Erg Chebbi em Merzouga

Merzouga é uma pequena aldeia Berbére no deserto do Saara em Marrocos localizada a cerca de 35 km de Rissani, 40 km de Erfoud, e, a cerca de 20 km de distância da fronteira com a Argélia.
A aldeia de Merzouga é conhecida por se situar junto ao Erg Chebbi, o maior conjunto de dunas de Marrocos, ponto de interesse turístico pelas várias actividades no ramo: excursões em camelos, circuitos 4x4, bivouacs e acampamentos nas dunas, banhos de areia terapêuticos, viagens em moto 4.
A aldeia divide-se em 3 partes: zona das dunas, centro da aldeia, e parte nova, para norte do rio e antes de se chegar à grande porta da aldeia.
A estrada para Merzouga é de alcatrão desde Rissani, sendo a estrada excelente e de fácil acesso para todo o tipo de viaturas.
Em Maio de 2006, durante chuvas catastróficas, mais de 300 casas foram destruídas e mais de 1200 pessoas desalojadas.
Water for Life foi um concerto do músico francês Jean Michel Jarre na noite de 16 de Dezembro de 2006, nas dunas de Merzouga. O concerto teve o apoio da UNESCO já que 2006 foi designado o ano Internacional dos Desertos e da Desertificação pela Assembleia Geral das Nações Unidas.
À volta das dunas existem ainda outras aldeias menos conhecidas como Hassilabied a 4km, Tanamoust a 3km, Takoujt a 1.5km, Khamlia a 7km e Tisserdmine a 15km.